# わたなべひろし
わたなべ ひろし、日本の男性アニメーター、アニメ演出家、アニメ監督。熊本県熊本市出身。スタジオ・ライブ出身。
別名義に本名の渡辺 浩や渡辺 ひろしがある（いずれも読み同じ）。
1980年代半ばに『魔法のプリンセス ミンキーモモ』の作画監督を務めて、人気を博する。1986年に『強殖装甲ガイバー』で演出家デビュー。1990年代半ばから本格的に演出家へ転身、スタジオディーンを活動の拠点としている。その他の代表作品には、『逮捕しちゃうぞ』（監督）などがある。

## 来歴
中学時代に見たアニメ『宇宙戦艦ヤマト』でアニメーターになることを決意。芦田豊雄率いるスタジオライブでの面接にも、8ミリ映画で自主製作した『宇宙戦艦やまと』を持参した。1978年にテレビアニメ『まんが日本絵巻』の動画でデビュー。初原画は1979年の『サイボーグ009』の第1話。1982年には出世作となる『魔法のプリンセス ミンキーモモ』で作画監督を担当して、アニメ雑誌から注目を集める。キャラクターデザインの芦田豊雄に代わり、主役キャラクター・モモをものにした渡辺は版権イラストの多くを手がけ、アニメ雑誌がミンキーモモを表紙にするときはそのイラストを描いている。8年後に制作された続編では、芦田に代わりモモのデザインを任された。
1982年にスタジオ・ライブの同僚だった長谷川桂子（のちにわたなべけいこと改名。改姓後の本名は渡辺桂子。2000年8月頃死去）と結婚。長谷川は結婚後、安彦良和が率いるアニメスタジオの九月社に入社し、『クラッシャージョウ』、『巨神ゴーグ』などの作品を手がけた後、アニメーターを退き、わたなべが手掛けるイラストの彩色などを担当するようになった。
神志那弘志やヤマサキオサム、平田智浩を輩出した熊本工業高等学校インテリア科の出身であり、同校ではアニメーション同好会を設立して初代会長を務めた。

## 参加作品

### テレビアニメ
1977年
- ヤッターマン（1977年 - 1979年、動画）
- 野球狂の詩（1977年 - 1979年、動画）

1979年
- サイボーグ009（第7期：1979年 - 1980年、原画）

1980年
- メーテルリンクの青い鳥 チルチルミチルの冒険旅行（原画）
- 宇宙戦艦ヤマトIII（1980年 - 1981年、原画）
- 伝説巨神イデオン（1980年 - 1981年、原画）

1981年
- Dr.スランプ アラレちゃん（1981年 - 1986年、原画）

1982年
- 魔法のプリンセス ミンキーモモ（第1作：1982年 - 1983年、作画監督・原画）

1983年
- 銀河漂流バイファム（1983年 - 1984年、作画監督・原画）

1984年
- 超力ロボ ガラット（1984年 - 1985年、作画監督・原画）
- らんぽう（オープニング・エンディング原画）

1986年
- Mr.ペンペン（オープニング・エンディング原画）
- ハイスクール!奇面組（作画監督）

1987年
- 仮面の忍者 赤影（1987年 - 1988年、作画監督・原画）
- ミスター味っ子（1987年 - 1989年、作画監督）

1988年
- 魔神英雄伝ワタル（1988年 - 1989年、作画監督）

1990年
- 楽しいムーミン一家（1990年 - 1991年、原画）
- ふしぎの海のナディア（1990年 - 1991年、原画） ※渡辺浩名義
- つる姫じゃ〜っ!（作画監督・原画・演出）

1991年
- 魔法のプリンセス ミンキーモモ（第2作：1991年 - 1992年、キャラクターデザイン・作画監督・演出）

1994年
- 七つの海のティコ（原画）

1995年
- クマのプー太郎（1995年 - 1996年、絵コンテ） ※渡辺浩名義

1996年
- 少年サンタの大冒険!（エンディングアニメーション　絵コンテ・原画・演出）
- 逮捕しちゃうぞ（1996年 - 1997年、監督・シリーズ構成）

1998年
- 魔術士オーフェン（1998年 - 1999年、監督）

1999年
- HUNTER×HUNTER（絵コンテ）
- 魔術士オーフェン Revenge（1999年 - 2000年、監修）

2000年
- レレレの天才バカボン（絵コンテ・作画監督）
- 妖しのセレス（絵コンテ）

2001年
- スターオーシャンEX（監督）
- おとぎストーリー 天使のしっぽ（絵コンテ）

2002年
- 王ドロボウJING（監督）
- 満月をさがして（2002年 - 2003年、絵コンテ）

2003年
- 魔探偵ロキRAGNAROK（監督）

2004年
- tactics（2004年 - 2005年、監督）

2005年
- うえきの法則（2005年 - 2006年、監督）
- 地獄少女シリーズ（2005年 - 2008年）
  - 地獄少女（2005年 - 2006年、原案・絵コンテ・原画）
  - 地獄少女 二籠（2006年 - 2007年、原案・絵コンテ・演出）
  - 地獄少女 三鼎（2008年、原案・監督）

2006年
- ひぐらしのなく頃に（絵コンテ・エンディングアニメーション）

2007年
- シャイニング・ティアーズ・クロス・ウィンド（監督）
- 素敵探偵ラビリンス（2007年 - 2008年、監督）

2008年
- 俗・さよなら絶望先生（鉄道写真）
- ギャグマンガ日和3（演出・作画）

2009年
- クッキンアイドル アイ!マイ!まいん!（2009年 - 2013年、監督）

2010年
- のだめカンタービレ フィナーレ（絵コンテ）
- おとめ妖怪 ざくろ（絵コンテ）

2012年
- さんかれあ（色彩設計）

2013年
- ローゼンメイデン（新アニメ、絵コンテ）
- メガネブ!（助監督・絵コンテ・演出・OP演出・原画、EDムービー撮影）

2014年
- 桜Trick（色彩設計・演出補佐・演出）

2016年
- なめこ〜せかいのともだち〜（監督）
- リルリルフェアリル〜妖精のドア〜（演出）

2017年
- 昭和元禄落語心中 -助六再び篇-（絵コンテ・演出、原画）

2018年
- 軒轅剣 蒼き曜（監督・絵コンテ・演出）

2019年
- 胡蝶綺 〜若き信長〜（演出）

2024年
- 甘神さんちの縁結び（副監督・絵コンテ・レイアウト監修）

### 劇場アニメ
1978年
- ルパン三世 ルパンVS複製人間（動画）

1982年
- FUTURE WAR 198X年（原画）
- Dr.SLUMP “ほよよ!”宇宙大冒険（原画） ※渡辺浩名義

1986年
- アリオン（原画）
- 強殖装甲ガイバー（監督） ※渡辺浩名義

1989年
- ヴイナス戦記（原画） ※渡辺ひろし名義
- 魔女の宅急便（原画） ※渡辺浩名義

1995年
- スレイヤーズ（監督）

1996年
- スレイヤーズRETURN（監督） ※渡辺ひろし名義

1997年
- スレイヤーズぐれえと（監督）

1998年
- スレイヤーズごぅじゃす（監督）※総監督兼任

2001年
- 頭文字D Third Stage -INITIAL D THE MOVIE-（演出）

2015年
- 劇場版『明治東亰恋伽』（監督）

2023年
- 劇場版 Collar×Malice -deep cover-（監督・絵コンテ・演出・OP演出・原画）

### OVA
1985年
- 魔法のプリンセス ミンキーモモ 夢の中の輪舞（作画監督）
- 吸血鬼ハンターD（原画）

1988年
- 恐怖のバイオ人間 最終教師（原画） ※渡辺浩名義

1990年
- デビルマン 妖鳥死麗濡編（原画）

1992年
- ダウンロード 南無阿弥陀仏は愛の詩（原画）※渡辺浩名義

1994年
- ぼくの地球を守って（演出・作画監督）
- MINKY MOMO IN 旅だちの駅（キャラクターデザイン・作画監督・絵コンテ・演出・原画）

1996年
- スレイヤーズすぺしゃる（1996年 - 1997年、監督）

1997年
- でたとこプリンセス（OP原画）

1998年
- 夢で逢えたら（監督・キャラクターデザイン）
- スレイヤーズえくせれんと（1998年 - 1999年、監督）

2004年
- 王ドロボウJING in Seventh Heaven（監督・絵コンテ・演出）

2010年
- ギャグマンガ日和+ DVD特典「聖徳太子ショート」（演出・作画）

2017年
- この素晴らしい世界に祝福を!2 この素晴らしい芸術に祝福を!（第二原画）

### Webアニメ
2013年
- ヘタリア The Beautiful World（監督・絵コンテ・演出）

2015年
- ヘタリア The World Twinkle（監督・絵コンテ・演出・シナリオ）

2020年
- リック・アンド・モーティ 侍と将軍（絵コンテ・演出）

2021年
- ヘタリア World★Stars（監督・絵コンテ・演出）

### 書籍・その他
- サンダーバード（パイロット版）（原画・メカニック作画監督（TV未放送））
- 『それからのモモ』（徳間書店アニメージュ文庫、1984年、挿絵） ※「魔法のプリンセス ミンキーモモ」第1作の後日談にあたる絵物語。
- 『ジャパニーズ・ドリーム』（蜂屋誠一／著、偕成社、1988年、絵）※渡辺浩名義、渡辺桂子と共同で絵を担当
- 『スターライト・キッズ』（蜂屋誠一／著、偕成社、1990年、絵）※渡辺ひろし名義、渡辺けいこと共同で絵を担当
- 『春一番によろしく』（堤しゅんぺい／著、偕成社、1991年、絵）※渡辺ひろし名義
- 『パソコンライダーたけし』（和田はつ子／著、偕成社、1991年、絵）※渡辺ひろし名義
- 『101人めのおかあさん』（雪室俊一／著、偕成社、1992年、絵）※渡辺ひろし名義
- 『お見合い相手はエイリアン』（堀直子／著、偕成社、1992年、絵）※渡辺ひろし名義
- 『Painterで日曜画家: 絵筆をタブレットにもちかえて、絵本を作ろう!』（アスキー、1996年）※渡辺ひろし名義
- 『快適iBook術: パソコン、インターネットはこれ1台で完璧』（江阪俊哉・林知波との共著、双葉社、2000年）※渡辺ひろし名義
- ドラマ版地獄少女（第10話にカメオ出演）
- 『地獄少女: 恨の紋章』（地獄少女プロジェクト／原作、広真紀／著、金巻兼一／監修、ホビージャパン、2007年、原案）
- 『小説: 地獄少女』（地獄少女プロジェクト・永遠幸／原作、石崎洋司／著、永遠幸／絵、講談社KCノベルスなかよし文庫、2008年、原案）
- おれんじ色の風 （2010年 3月 NPO法人ネット八代）- 若松沙奈枝による同名楽曲（肥薩おれんじ鉄道沿線応援ソング）のPV（2010年、監督）
- 『COMIC鉄ちゃん』わたなべひろしの世界鉄道めぐり　ハンガリー編（辰巳出版、2014年、文・写真）
- 地獄少女 映画版（2019年、刑務官役）